# Liparis eos
Espèce
Liparis eos est une espèce de poissons de la famille des Liparidae ("limaces de mer").

## Publication originale
- (ru) Zoia Valentinovna Krasyukova, « Eight new species of sea-snails (Scorpaeniformes, Liparidae), described by Prof. P. Yu. Schmidt on the materials of the Kurilo-Sakhalin expeditions of the Zoological Institute of the Academy of Sciences of the USSR, 1947-1949 », Trudy Zoologicheskogo Instituta Akademii Nauk SSSR, vol. 127,‎ 1984, p. 5-16.